# بلمورال (نیو ساوت ولز)
بلمورال (به انگلیسی: Balmoral) یک منطقهٔ مسکونی در استرالیا است که در نیو ساوت ولز واقع شده‌است.